# Olinto de Oliveira
Olímpo Olinto de Oliveira (Porto Alegre, 5 de enero de 1865 - Río de Janeiro, 22 de mayo de 1956) fue un médico y escritor brasileño. 
Estudió en la Facultad de Medicina de Río de Janeiro de donde se graduó en 1887 especializándose en pediatría. En 1890, tras regresar a Porto Alegre, fundó la enfermería de niños en la Santa Casa de Misericórdia. En 1892 fundó la Sociedad de Medicina de Porto Alegre siendo tanto su secretario como su presidente. Participó del proceso de fundación de la Facultad de Medicina de Porto Alegre de la que fue director entre 1910 y 1913. Fue declarado profesor honorarios de la facultad.
Fue también uno de los fundadores de la Academia Riograndense de Letras, escribió varios artículos en el Correio do Povo y también fue uno de los fundadores del Club Haydn y del Instituto de Bellas Artes del que fue su primer director. Fue el idealizador de la primera galería de arte de la ciudad, instalada en una dependencia del bazar Ao Preço Fixo.
En 1918 regresó a Río de Janeiro y siguió ejerciendo su profesión participando en la creación de la Sociedad Brasileña de Pediatría. Fundó, en 1925, el periódico Arquivos de Pediatria. Durante la Era Vargas, además de trabajar en la Inspectoría de Higiene Infantil del Departamento de Salud Pública, fue nombrado Jefe de la Dirección de Protección a la Maternidad y la Infancia. En 1933 convocó y presidió la Conferencia Nacional de Protección y Asistencia a la Infancia. En 1940 creó el Departamento Nacional de la Niñez, organizó los cursos de puericultura y administración a la par que reestructuró el Hospital Artur Bernardes.
Fue miembro honorario de la Academia Nacional de Medicina, de la Academia Americana de Pediatría y de la Sociedad de Pediatría de París. 